# André Raynaud
André Raynaud (Síus, 10 de novembre de 1904 - Anvers, 20 de març de 1937) va ser un ciclista francès, que fou professional entre 1927 i 1937. Va destacar en el ciclisme en pista aconseguint un Campionat del món en Mig Fons.
Raynaud va morir en caure durant una cursa al Sportpaleis d'Anvers.

## Palmarès en pista
- 1929
  - 1r als Sis dies de París (amb Octave Dayen)
- 1930
  - 1r als Sis dies de Marsella (amb Octave Dayen)
- 1936
  -  Campió del món de Mig Fons
  -  Campió de França de mig fons